# Numarán
Numarán è una municipalità dello stato di Michoacán, nel Messico centrale, il cui capoluogo è la località omonima.
La municipalità conta 9.599 abitanti (2010) e ha un'estensione di 77,52 km².
Il nome della località significa luogo delle piante aromatiche.